# Де ла Пава, Хайме
Ха́йме де ла Па́ва (исп. Jaime de la Pava; 14 апреля 1967, Барранкилья, Атлантико) — колумбийский футбольный тренер.

## Биография
Де ла Пава получил образование в Национальной школе спорта. Хотя он никогда не был профессиональным футболистом, де ла Пава всё-таки связал свою жизнь с футболом, он тренировал таких грандов колумбийского футбола, как «Депортиво Кали», «Америка Кали», «Санта-Фе» и «Онсе Кальдас». Он начал карьеру с фарм-клуба «Америки», который пользовался большим успехом в Примере C.
В ноябре 1998 года в связи с проблемами со здоровьем тренера Диего Эдисона Уманьи, что, в конце концов, и вынудило его отказаться от должности, де ла Пава стал тренером профессионального клуба до конца года. Будучи молодым и неопытным наставником, чего не обошли вниманием колумбийские спортивные СМИ, он был утверждён в должности на сезон 1999. 19 декабря 1999 года его команда заняла второе место, проиграв в финале по пенальти (первая серия пенальти в финале в истории чемпионата Колумбии) «Атлетико Насьональ», а через три дня команда выиграла Кубок Мерконорте после победы над «Санта-Фе» также в серии пенальти.
После серии из трёх чемпионств «Америки» (в 2000, 2001 и 2002 годах) он ушёл в отставку почти на два года и в 2004 году стал тренером «Санта-Фе», затем были «Депортиво Кали», «Онсе Кальдас» и «Депортес Толима», но уже не удалось достичь тех результатов, которые были в «Америке», позже де ла Пава перебрался в Венесуэлу и занял пост тренера «Депортиво Лара». В июне 2008 года он был нанят, чтобы возглавить десятикратного чемпиона Гондураса «Мотагуа». В августе 2010 года он вернулся в «Депортиво Кали» после увольнения Хорхе Круса, но в марте 2011 года де ла Пава ушёл в отставку из-за плохих результатов, команда находилась в нижней части турнирной таблицы, на должность был возвращён Хорхе Крус.
Также в 2004 году он тренировал молодёжную сборную Колумбии, которая участвовала в олимпийском отборочном турнире в Чили, но на Олимпийские игры команда не пробилась. Однако лучшим бомбардиром турнира с пятью голами стал именно колумбиец — Серхио Эррера.
В июле 2011 года после отставки Хуана Карлоса Диаса, что, собственно, и предполагалось, новым тренером «Кукута Депортиво» стал де ла Пава, но после того, как внутрикомандный кризис усугубился, он подал в отставку и до конца года перешёл в «Депортиво Тачира», Венесуэла, от него ждали победы в Клаусура 2012 и успехов в Кубке Либертадорес.
23 апреля 2012 года де ла Пава был уволен из «Депортиво Тачира» из-за плохих результатов: команда сыграла 20 матчей, из них 4 победы, 6 ничьих и 10 поражений, клуб занял 11-е место в чемпионате и вылетел из Кубка Либертадорес. В том же году де ла Пава стал тренером «Депортиво Маркенсе» из Гватемалы, но через несколько месяцев покинул свой пост, оставив команду на восьмом месте среди двенадцати с 20 пунктами.
После недолгого пребывания в колумбийском «Униаутонома» он возглавил «Кортулуа». Де ла Пава руководил клубом в течение трёх лет, за которые провёл 126 матчей и добился повышения клуба в высшую лигу в 2015 году. Не достигнув ожидаемых результатов, он решил уйти в отставку в последнем туре Апертуры 2017 года. В 2021 году вывел «Кортулуа» в колумбийскую Примеру.
14 июля 2023 года «Депортиво Кали» официально, что де ла Пава заменит Хорхе Луиса Пинто, таким образом он в третий раз занял должность тренера этого клуба. 17 марта 2024 года после домашнего поражения со счётом 1:0 от команды «Патриотас Бояка» и предшествующих ему неудачных результатов он ушёл с поста тренера «Депортиво Кали».